# Protocolli di Roma (1934)
I protocolli di Roma (in tedesco: Römer Protokolle, in ungherese: Római jegyzőkönyvek) furono una serie di tre accordi internazionali conclusi a Roma il 17 marzo 1934 tra i governi di Austria, Ungheria e Italia. Furono firmati dal capo del governo italiano Benito Mussolini, dal cancelliere austriaco Engelbert Dollfuß e dal presidente del consiglio ungherese Gyula Gömbös. I protocolli entrarono in vigore il 12 luglio 1934. 

## Storia
Con la formazione del governo di Engelbert Dollfuß in Austria nel 1932, Mussolini decise di collaborare per rafforzare le difese austriache contro le pressioni annessionistiche tedesche (Anschluss) e per stabilizzare il nascente regime autoritario. L'Italia offrì quindi supporto politico e militare nella repressione dei nazisti austriaci e propose un'unione doganale tra Italia, Austria e Ungheria. L'unione doganale non si concretizzò, furono però conclusi nel febbraio del 1932 gli accordi del Semmering tra l'Italia e l'Austria da una parte e l'Italia e l'Ungheria dall’altra, che stabilivano riduzioni doganali reciproche tra i tre paesi e facilitazioni per il credito all'esportazione. Mussolini diede inoltre il suo sostegno a Dolfuß per la formazione di un regime fascista in Austria, portando così il 12 febbraio 1934 alla repressione dei partiti socialisti austriaci e all'imposizione del partito unico, il Fronte Patriottico. Il 17 febbraio Italia, Francia e Regno Unito firmarono dichiarazione in favore dell'indipendenza austriaca, accreditando Dolfuß sullo scacchiere internazionale.
Queste azioni portarono il 17 marzo 1934 alla firma dei protocolli di Roma tra i governi di Austria, Ungheria e Italia. I protocolli ebbero però vita breve in quanto nel putsch di luglio (25 luglio 1934) Dolfuß venne assassinato dai militanti nazisti austriaci e Mussolini schierò allora le truppe italiane al confine austriaco intimando al cancelliere tedesco Adolf Hitler di non invadere l'Austria. Infine il 13 marzo 1938 avvenne l'Anschluss, e quindi l'Austria annessa alla Germania nazista.

## Descrizione

### Protocollo I
Il Protocollo n. 1 era molto breve e non conteneva clausole, ma solo una breve dichiarazione in cui i firmatari si impegnavano "a consultarsi tra loro su tutti i problemi che li riguardano in modo particolare e sui problemi di carattere generale, al fine di perseguire, nello spirito dei trattati di amicizia esistenti tra Italia e Austria, Italia e Ungheria e Austria e Ungheria, che si basano sul riconoscimento dell'esistenza di numerosi interessi comuni, una politica concordante volta a promuovere una cooperazione efficace tra gli Stati d'Europa e in particolare tra Italia, Austria e Ungheria". Nel paragrafo seguente, i tre governi si impegnavano "a tenere consultazioni congiunte ogniqualvolta almeno uno di essi lo ritenga opportuno".

### Protocollo II
Il Protocollo n. 2 riguardava le relazioni economiche tra i tre governi. Nell'articolo 1 i tre governi si impegnavano a non porre ostacoli al commercio tra loro e a concludere trattati commerciali a tal fine. Nell'articolo 2, le parti si impegnavano ad assistere il governo ungherese a causa del calo del prezzo del grano. Nell'articolo 3, le parti si impegnavano a facilitare il rapido transito delle merci attraverso i porti del mare Adriatico . Nell'articolo 4, le parti si impegnavano a istituire una commissione di esperti per formulare ulteriori raccomandazioni in campo economico.

### Protocollo III
Il Protocollo n. 3 è stato concluso solo tra i governi di Italia e Austria. Nell'articolo 1, entrambi i governi si sono impegnati a negoziare un nuovo trattato commerciale tra loro il più presto possibile. Nell'articolo 2, si sono impegnati a concedersi reciprocamente privilegi commerciali nel nuovo trattato commerciale da negoziare.